# Свято-Покровський храм (Качкарівка)
Храм Покрови Пресвятої Богородиці. — храм у селі Качкарівка.

## Опис церкви

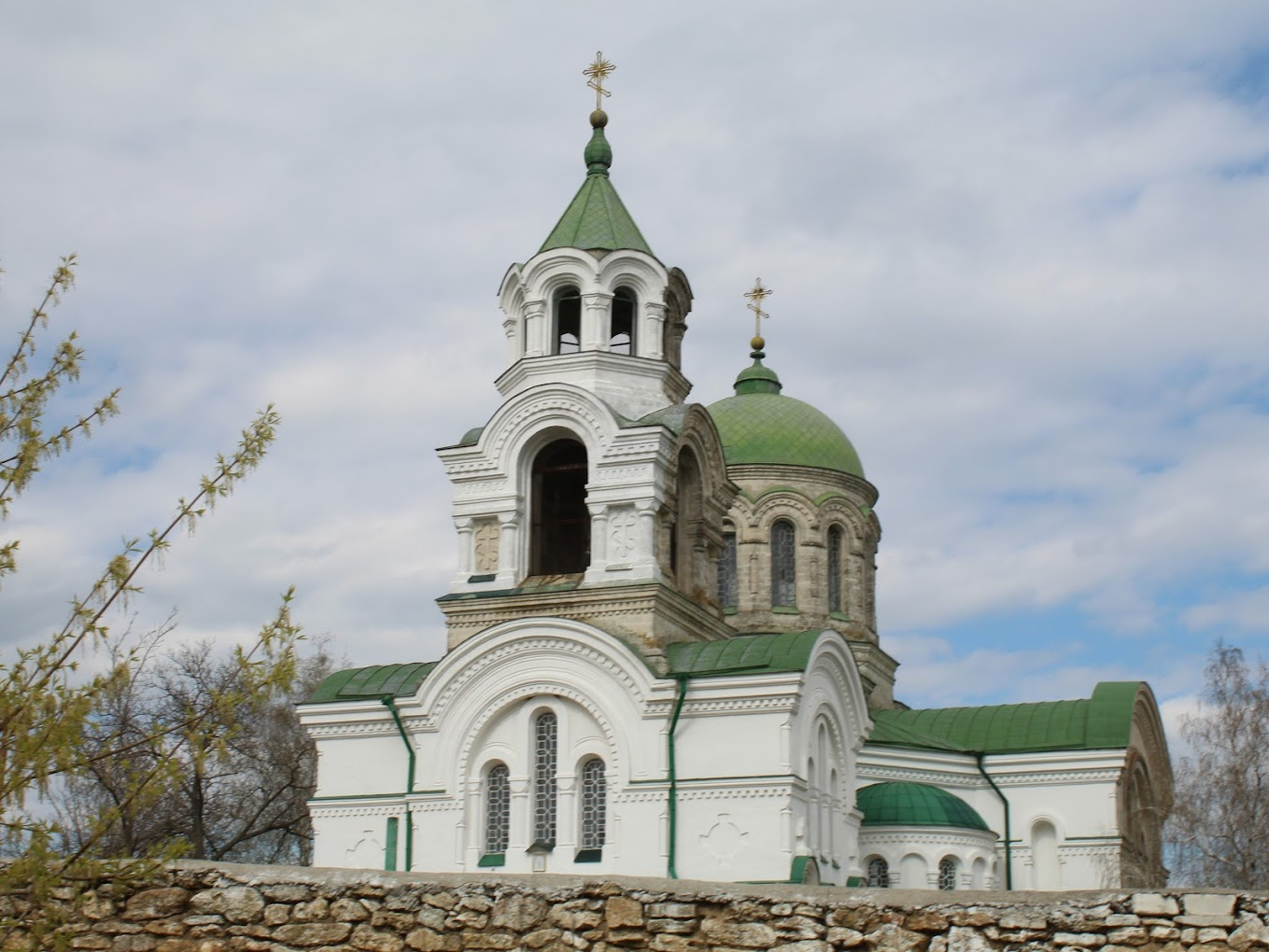
За основу будівничі церкви брали візантійські зразки, але не сліпо копіювали їх, а доповнювали місцевими елементами, вписуючи у природний ландшафт.

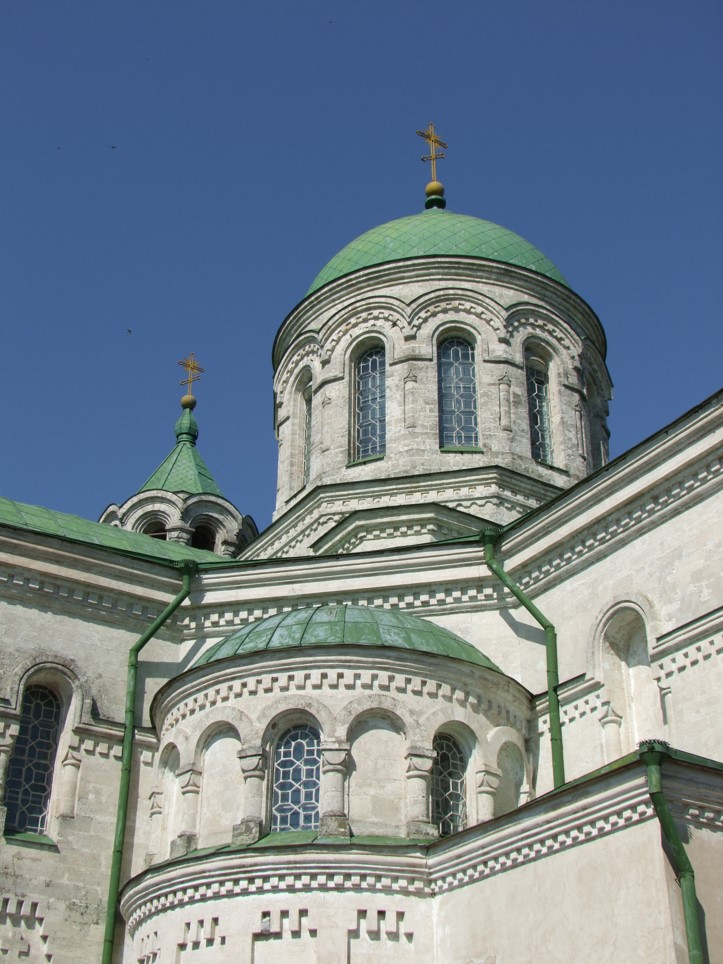
У храмі світло цілий день. Це завдяки продуманому розміщенню вікон, яких тут два ряди: на куполі та нижче по всьому периметру.

Велична й горда споруда височіє на пагорбі у центрі села, її купол і дзвіницю видно на лівому березі Дніпра, ширина якого тут сягає до 8 кілометрів. І хоч не виблискують вони золотом, як, Скажімо, київські храми, та своєю довершеністю й красою Свято — Покровська церква не поступається столичним. Не змогли зруйнувати її, як і вбити душу людини, ні перипетії подій 1917—1920 років, ні більшовицькі погроми, ні снаряди Великої Вітчизняної війни. На початку тридцятих більшовицька влада намагалася перетворити храм на склад, потім на клуб. Замовкли на довгий час урочисто — благоговійні дзвони, переспів яких чули у всіх навколишніх селах та на лівому березі річки, — але правда восторжествувала. Зовсім не на довгий час завмирав храм, бо віряни домагалися його відкриття. Він оживав, скликав народ, служив вірі й віруючим.
Кажуть, що храм стоїть на хорошому місці, де акумулюється позитивна енергетика Землі та Неба, інші твердять, що церкву охороняє сама Богородиця з Ангелами. Хто його знає, але те, що храм уцілів навіть після попадання снаряда у дзвіницю, — це незаперечний факт. Очевидці свідчать, що від вибуху верх дзвіниці розколовся по периметру навпіл, піднявся і впав… на своє місце. Ще й досі видно цю тріщину всередині дзвіниці.

## Історичний контекст та значення церкви в місцевій громаді
Архівні документи свідчать про появу цієї церкви на початку XX століття, а саме 1910 року, але не всі дослідники Із цим згодні. За радянських часів жодних публікацій з історії церкви офіційна преса не допускала. Більшість матеріалів узята з документів Державного архіву Херсонської області (ДАХО), але працювати в архіві дуже важко, бо порядку в цій справі немає: матеріали розкидані по різних теках, написані від руки, писані так званим гражданським шрифтом, багато зіпсованих, частина зберігається взагалі в Києві або в різних містах (у зв'язку з реорганізацією адміністративного поділу).
До наших днів дійшов переказ, що до сучасного храму існувала церква на місці садка, тобто поряд, і каплиця.
Говорять, що коли велика імператриця Росії Катерина II у травні 1787 році подорожувала до Криму Дніпром, а поверталася до столиці поштовим трактом, то до цієї події ретельно готувалися. На шляху подорожі будувалися так звані «потьомкинские деревни», щоб у цариці та іноземних послів, які були в складі делегації, склалося позитивне враження від півдня країни. Тоді й була збудована в Качкарівці невелика церква, щоб втомлена імператриця, помолившись тут, могла пообідати та відпочити. Чи зупинялася вона в Качкарівці, чи ні — невідомо, більше всього, що ні, але церква була. Згодом вона зістарілася, бо будувалася нашвидкуруч, піддавалася критиці в пресі. Так у березні 1903 року в газеті «Юг» виходить невелика замітка, в якій пишеться: «Качкарівка… Існуючий тут храм в ім'я Пресвятої Богородиці, старої будови, звертає на себе крайнім запустінням, особливо значним усередині храму, і таким, що виявляється у закінченості, запиленості стін та образів, які майже не видно під густою товщею кіптяви; окрім того є місця, що потребують негайного ремонту, заміни і капітального виправлення, щоб запобігти падінню тиньку… Необхідна лишень ініціатива, яка на нашу думку має йти від свящ. Д. Бєлікова ~ і з'являться кошти не лише для ремонту цієї церкви, а й для зведення нового храму. А то, помилуйте, неувага місцевого духівництва і заправилів доходить до того, що „каплиця“, розташована сажнів за 10 від храму, залишена на призволяще, служить не лише місцем відпочинку п'яних мужиків, але й для інших потреб перехожих».
Як свідчать архівні дані, отця Данила Бєлікова перевели до іншого місця, а в Качкарівку приїхав з Новокам'янки священник Ілія Глядковський, який і був затверджений настоятелем храму волосного центру. На нього покладають великі надії щодо будівництва кам'яного храму. Отець Ілія і в Одеській семінарії значився серед кращих учнів, закінчивши її по першому розряду, і в освітянській галузі досяг чималих успіхів. Серед мешканців Новокам'янки він користувався неабияким авторитетом, про що свідчить обрання його на посаду Голови Попечительської ради. У 1905 році відомий одеський архітектор Олександр Бернардацці виконує проект нового качкарівського храму. У 1907 році він помирає, і того ж року настоятелем в Качкарівці стає священник Ілія Глядковський. На жаль, поки що архівних документів про узгодження проекту, освячення місця під новий храм і початок будівництва не знайдено. Люди, знайомі з будівництвом храмів, стверджують, що за три — чотири роки такий храм збудувати не можливо, як в книзі «Зодчие Украины» вказується дата 1910 рік. Більш реальна дата 1910—1919 рік, як зазначається в нарисі митрополита Херсонського й Одеського Сергія (Петров), але і ця дата викликає сумніви, адже це були роки першої світової війни, революції і громадянської війни. Тому поки що ми керуємося знайденими джерелами й орієнтуємося на дату відкриття храму в 1910 році.
Будемо сподіватися, що з часом в архівах знайдуться достовірні свідчення про будівництво й освячення храму. І справа не в ювілейній даті. Побудова храму в часи суспільних потрясінь — це справжній подвиг. Якщо люди в революційному пеклі могли жертвувати свої сили, здоров'я, час, кошти, то вони справді вірили. І цією вірою, мабуть, і зберігся величний качкарівський храм, попри війни, репресії, голодомори й утиски з боку можновладців. Так вважає отець Димитрій (Юркевич), сучасний священник даного храму.

## Архітектурні особливості та елементи дизайну церкви
За основу будівничі церкви брали візантійські зразки, але не сліпо копіювали їх, а доповнювали місцевими елементами, вписуючи у природний ландшафт.
Будівля стоїть на пагорбі.

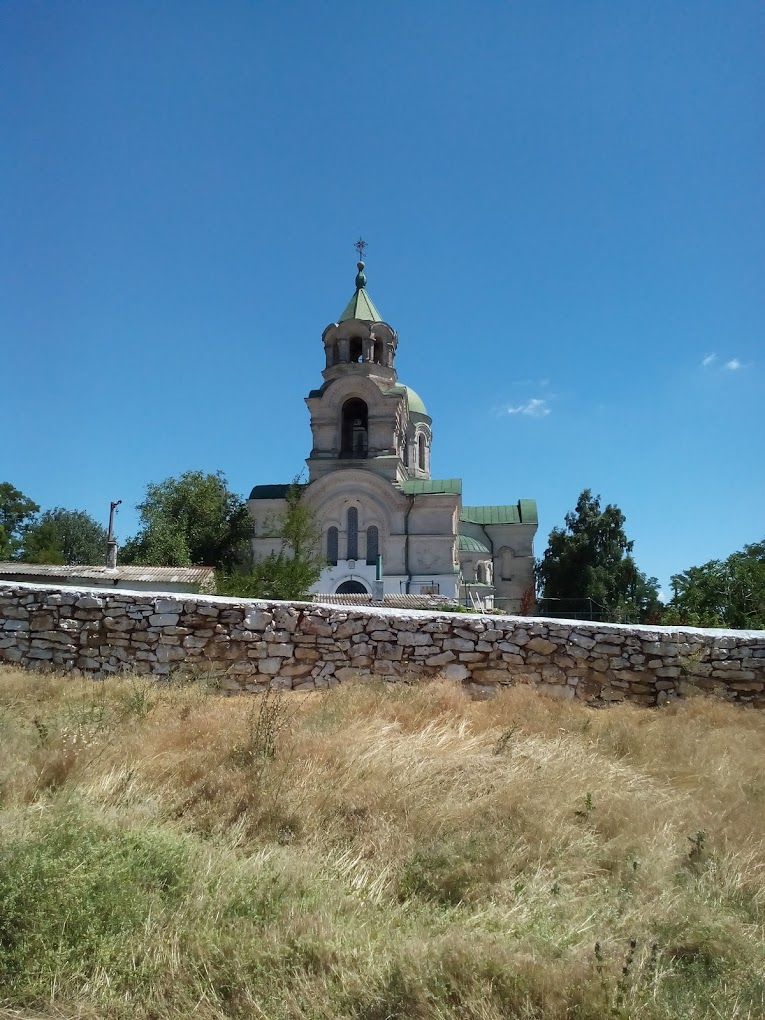
Будівля Храму стоїть на пагорбі.

Підвищення вийшло чималим, і тому й без того висока церква здається ще вищою й величнішою.

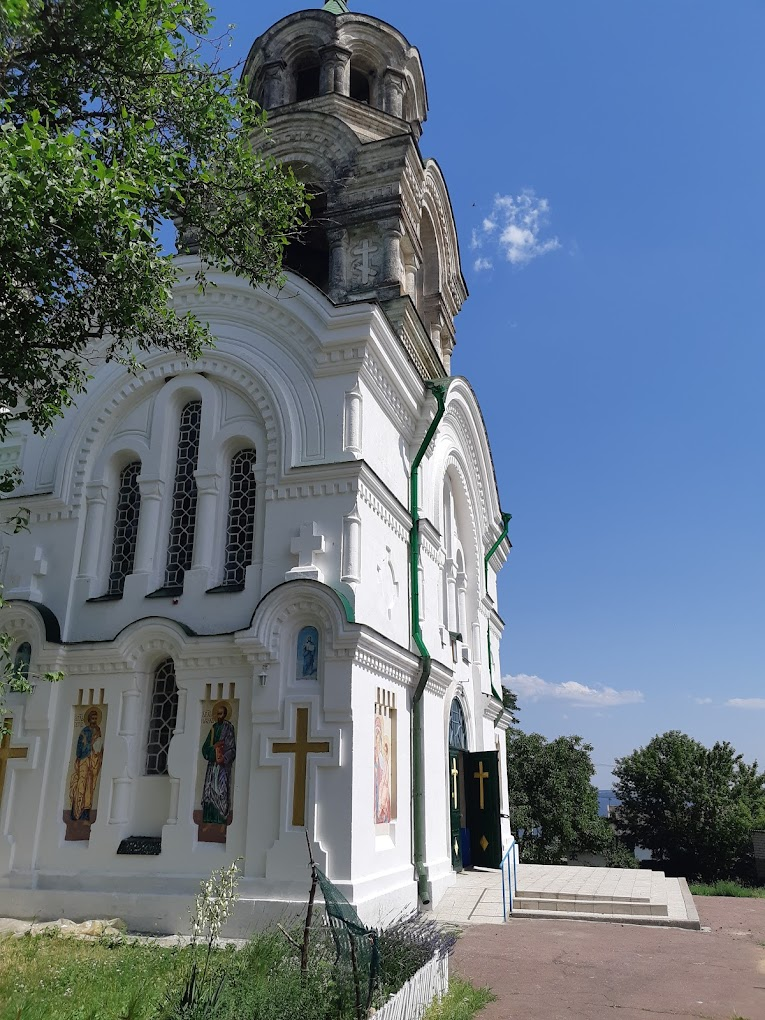
Збудований храм з білого пиляного каменю — ракушняку, привезеного з Одеси

Навколо храму знаходили своє місце крамниці й крамнички, чайна, адміністративні будівлі, базар. А в перші роки радянської влади біля церкви (?) був поставлений бюст Карлу Марксу.
За християнськими правилами, в основу храму взято хрестово — купольний тип храму.

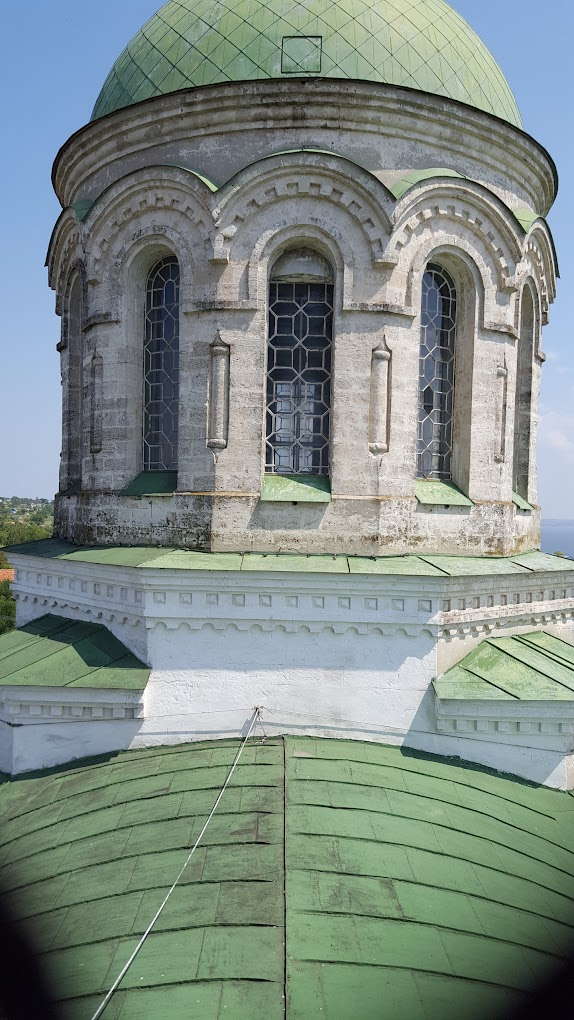
Дах вкритий листовим залізом. Купол і дзвіниця зовні зеленого кольору, а всередині бірюзово — блакитний, що символізує небеса

Основною рисою є те, що внутрішній простір, перекритий склепінням, у плані має форму хреста, над середньою частиною якого височить один купол.
За допомогою підпружних арок та парусів купол і тримається. Відсутні колони, як у багатьох храмах, і це створює видимість простору й широти.

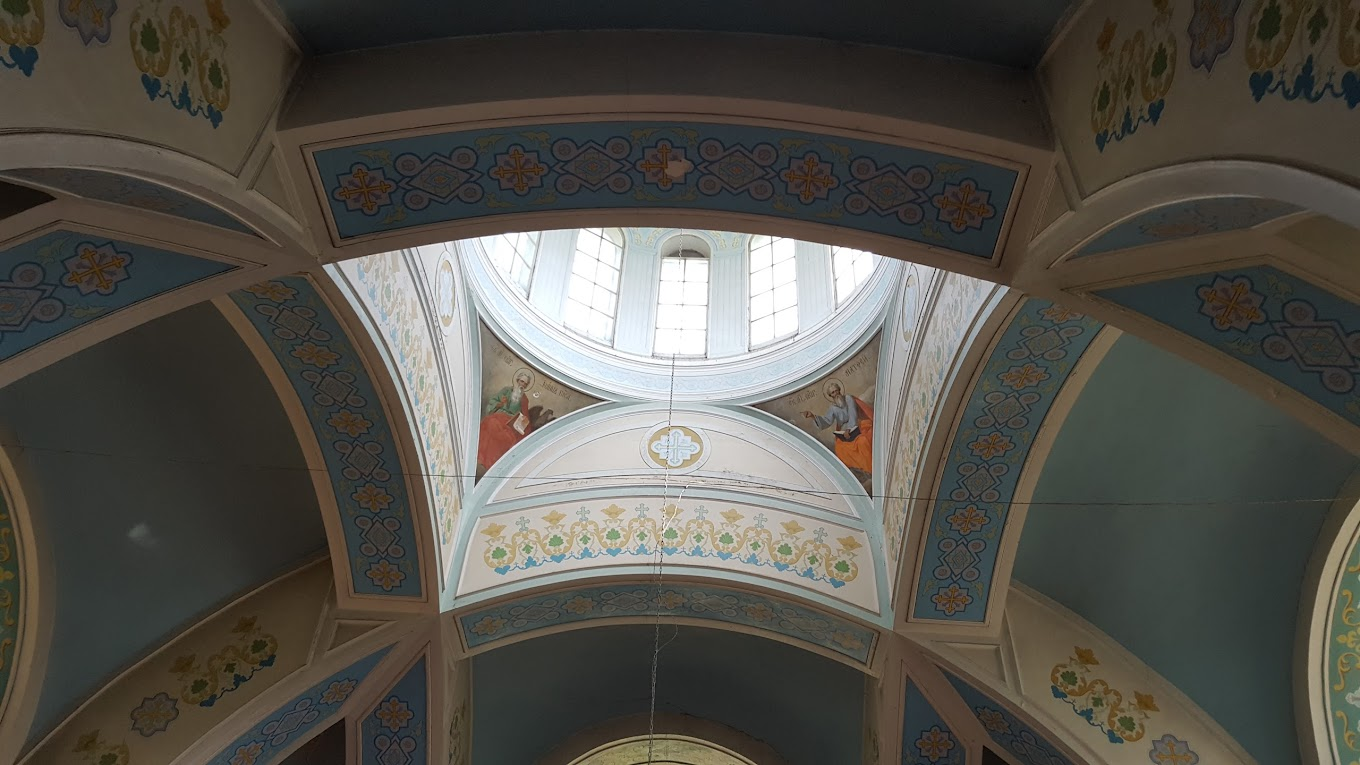
Він вражає легкістю й свіжістю інтер'єру,

Цьому допомагає лазуровий колір склепіння. У храмі світло цілий день. Це завдяки продуманому розміщенню вікон, яких тут два ряди: на куполі та нижче по всьому периметру. Шибки мають форму декоративних багатокутників, це гармонійно прикрашає споруду.
Збудований храм з білого пиляного каменю — ракушняку, привезеного з Одеси. Дах вкритий листовим залізом.

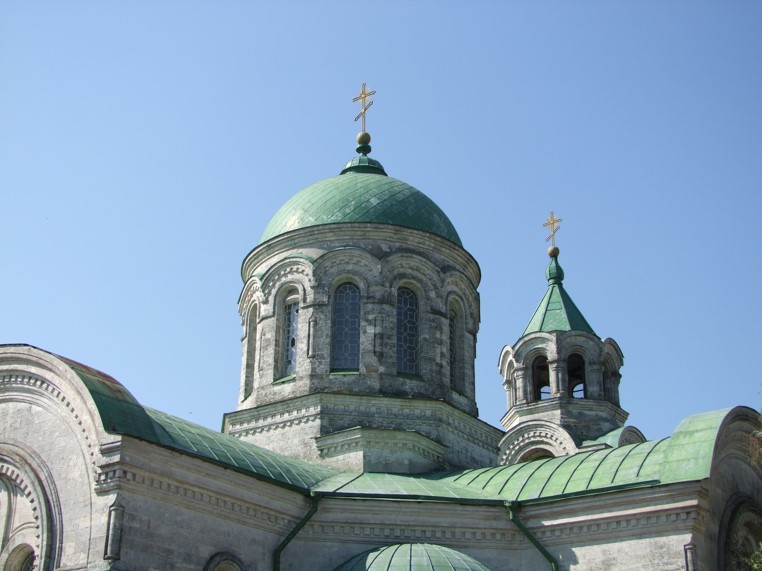
Купол увінчаний хрестом на славу глави церкви — Ісуса Христа.

Купол і дзвіниця зовні зеленого кольору, а всередині бірюзово — блакитний, що символізує небеса. По чотири сторони намальовані чотири Євангелісти.

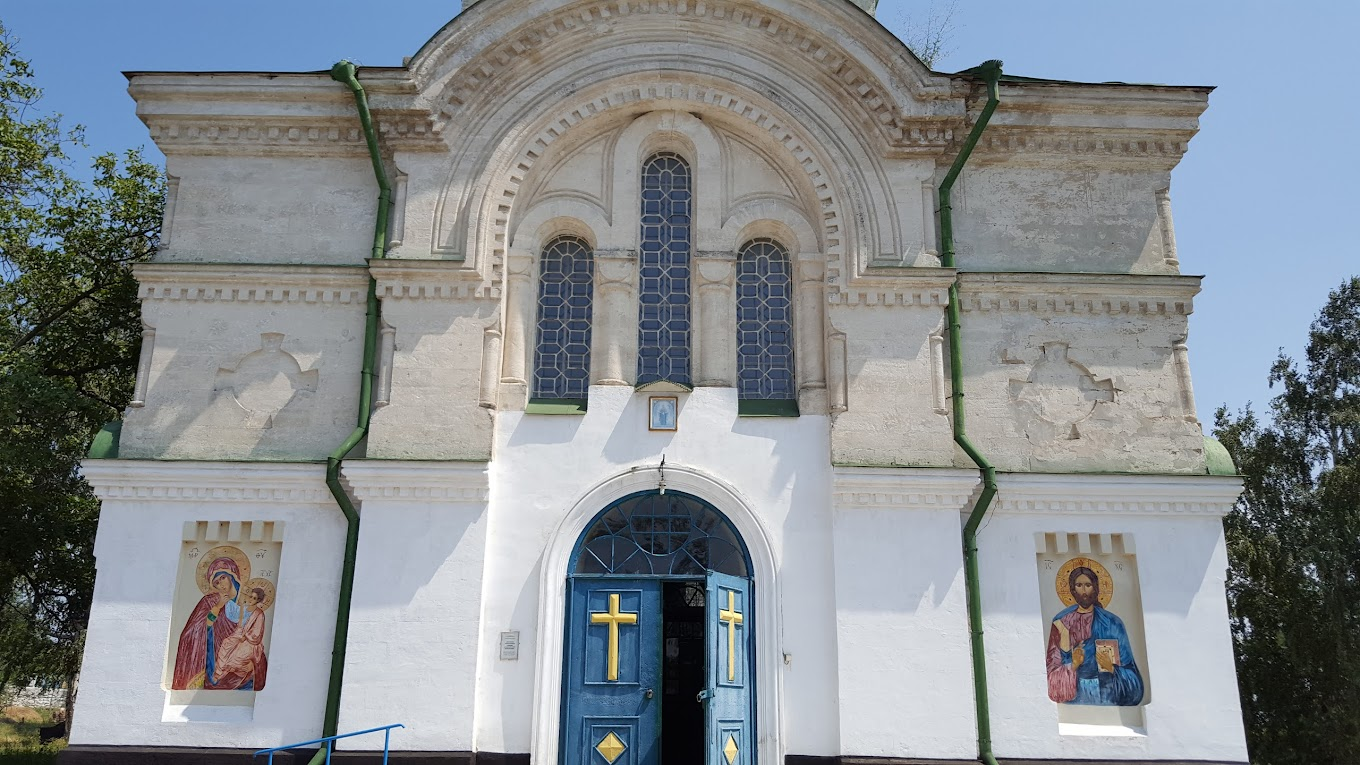
По чотири сторони намальовані чотири Євангелісти.

Купол увінчаний хрестом на славу глави церкви — Ісуса Христа. Над входом у храм — висока дзвіниця в три яруси, на верхньому з них висять дзвони.

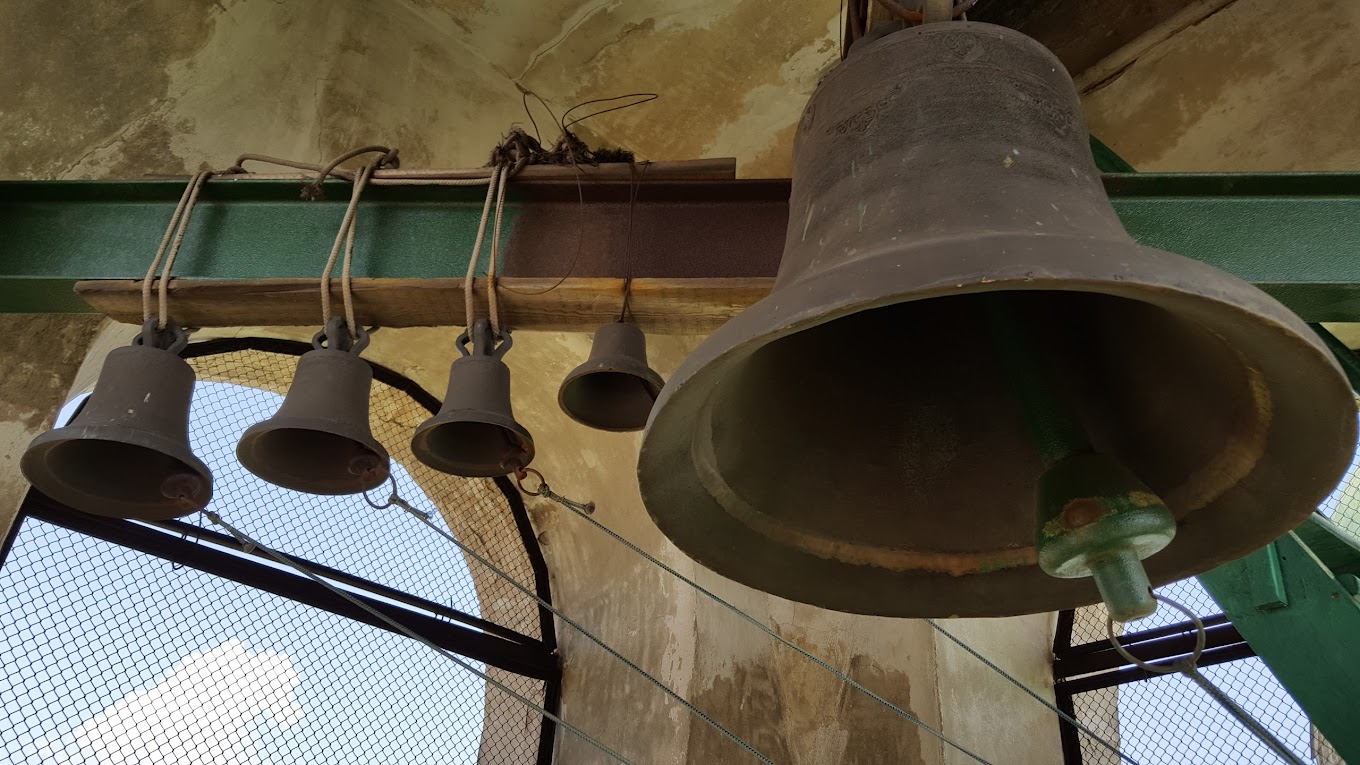
Над входом у храм — висока дзвіниця в три яруси, на верхньому з них висять дзвони.

Вони скликають православних на молитву та сповіщають про важливі частини служби.
При вході в храм влаштована паперть.

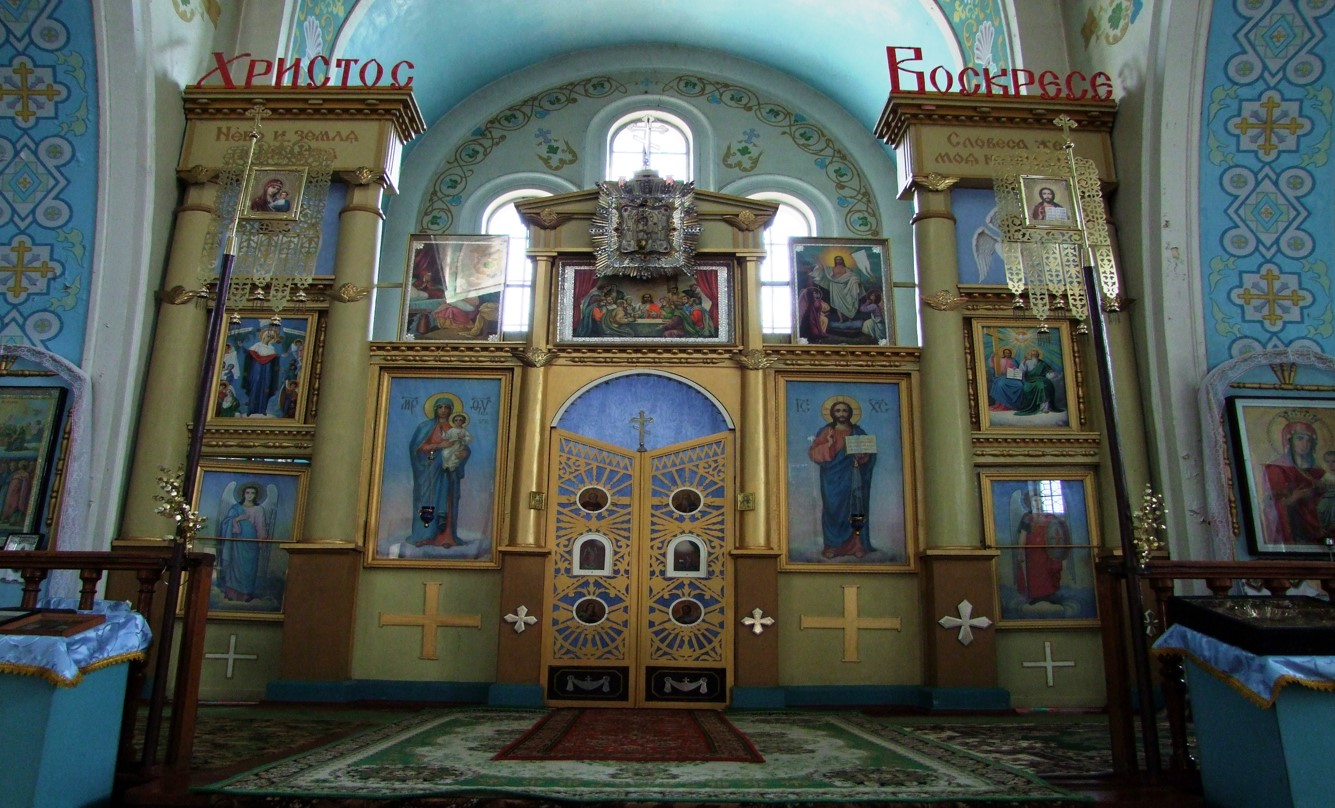
Вівтар, де здійснює богослужіння священнослужитель і знаходиться найголовніше місце у всьому храмі — святий престол

Всередині храм розділяється на три частини: 1) притвор; 2) власне храм, або середня частина храму, де зазвичай стоять віруючі; 3) вівтар, де здійснює богослужіння священнослужитель і знаходиться найголовніше місце у всьому храмі — святий престол, на якому здійснюється таїнство святого причастя. Вівтар відділяється від середньої частини храму іконостасом, який складається з кількох рядів ікон і має троє врат. Середні врата називаються царськими, тому що через них сам Господь Ісус Христос невидимо проходить в святих дорогах. Через царські врата нікому не дозволяється проходити, крім священнослужителя. Над царськими вратами висить ікона Покрови Пресвятої Богородиці, в честь якої освячено церкву.
По всьому храму в певному порядку розміщені ікони Спасителя,-Божої Матері та святих. У центрі — стіл з іконою Богородиці, якій поклоняються віруючі, зайшовши до храму. У лівій частині стоїть стіл з підсвічниками, де поминаються покійники.
Справа при вході в храм силами віруючих та священника отця Димитрія створюється церковний музей. Тут зібрані фотоматеріали, документи, речові експонати, проводяться екскурсії паломників, віруючих та гостей храму.

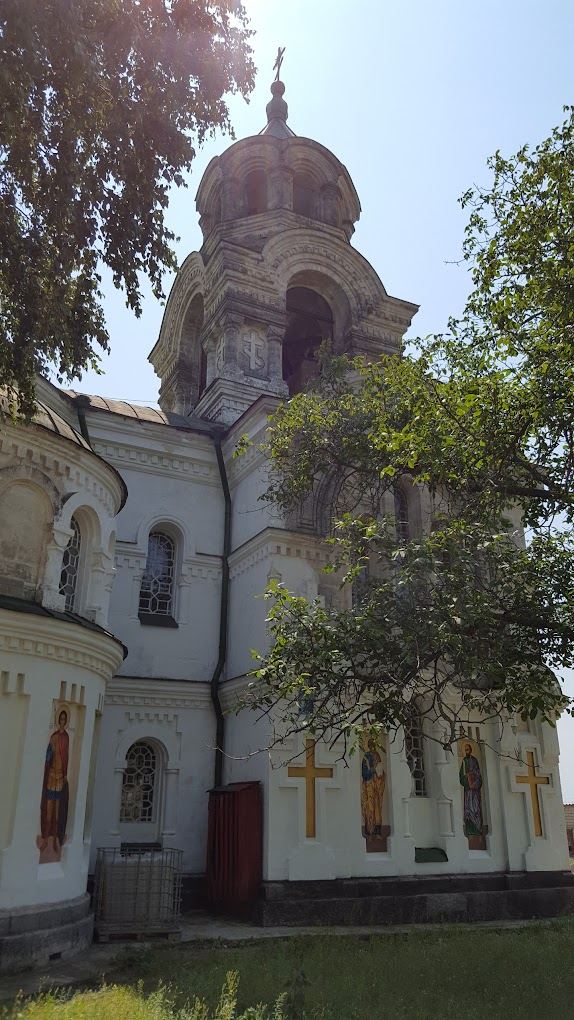
І хоч не виблискують вони золотом, як, скажімо, київські храми, та своєю довершеністю й красою Свято — Покровська церква не поступається столичним.

На території церкви розміщені будиночки — готель для приїжджих, приміщення для здійснення обряду хрещення та будинок, в якому проживає настоятель храму. У східній частині двору можна побачити дбайливо доглянуту могилу, в якій покоїться прах «строителя храма Илии». Щороку в день святого Ілії тут правиться панахида.
Відомо, що церква існувала значною мірою за рахунок пожертвувань громадян. Так, у 1865 році «парафіяни, державні селяни офірували до своєї парафіяльної Покровської церкви: жертовник і надпрестольний балдахін вартістю 185 руб., вільні матроси — парафіяни тої ж церкви: срібну визолочену гробницю з футляром вагою 2 ф.12 з. вартістю 110 руб., два перламутрових хреста вартістю 5 руб.; а Качкарівські мешканці Димитрій Чумаченко та Іван Колозенко обидва разом офірували для тієї ж церкви панікадило вартістю 130 руб.»(«Епархиальные ведомости» № 4,1865).

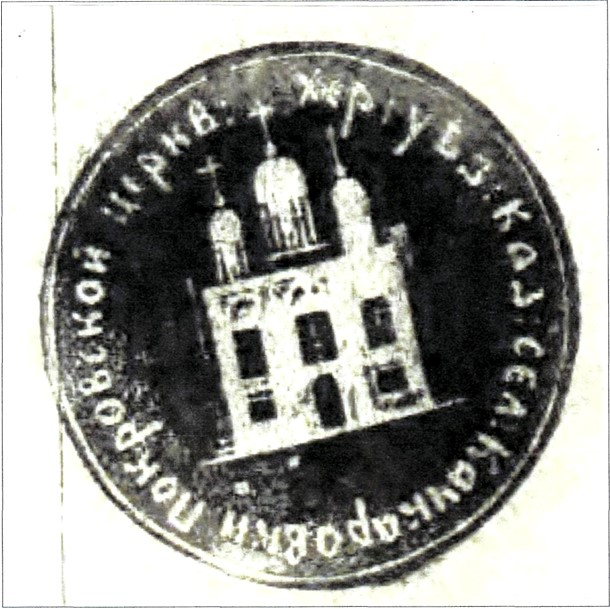
До нашого часу зберігається у храмі печатка, яка підтверджує його статус

У 1894 році до церкви знову надійшли пожертвування на суму 274 руб. 75 коп. ("Епархиальные ведомости ", № 8,1894).
Подібних пожертвувань було багато, але всього того давно немає.

## Виклики та зусилля з підтримки та відновлення церкви протягом років
Відразу після жовтневого перевороту влада починає наступ на церкву. Усе майно було передано на баланс місцевої ради, тобто вона ставала власністю держави. Ремонт віруючі могли здійснювати тільки за свій кошт. Усі релігійні процесії надворі без дозволу влади заборонялися. Із Свято -Покровської церкви було загалом вилучено 28 ф. 46 з., з яких спочатку було залишено 10 ф. 14 з., які вилучили — таки повторно дещо пізніше.
21 березня 1923 року з усіма громадами, в тому числі й качкарівською, були укладені договори, приймалися Статути релігійних общин, в яких зазначалося, що «религиозное общество не обладает правами юридического лица», лишень « права приобретать всякого рода имущество», «не допускать присутствия на собраниях, собеседованиях, докладах, чтениях или при преподавании догматов своей веры лиц моложе 18 лет, за что несут уголовную ответственность», «религиозное общество ликвидируется». На 1 січня 1926 року вже були позбавлені прав організовувати общину священники Бериславщини, серед яких священник Свято — Покровської церкви Пухальський Михайло Павлович та диякон Полтавчанко Сафон Йосипович.
У листопаді 1923 року усі договори ліквідували, церкви позакривали, а священників репресували. 6 грудня 1929 року в СРСР заборонили церковний дзвін. НКВД прийняв секретну постанову, в якій зазначалося: «запретить совершенно так называемый трезвон, или звон во все колокола. Колокола должны быть сняты и переданы в государственные учреждения для использования в хозяйственных нуждах». Але, як згадував у своїх спогадах колишній секретар Качкарівського райкому комсомолу 1929—1931 років М. С. Ольоховий, до 1930 року в Качкарівці церкву не чіпали. «В ней справно проводились богослужения. Со звоницы раздавался колокольный звон, как бы веселя секретаря райпарткома и председателя райисполкома». Мало того, так ще й сам голова райвиконкому Ткачов був у церкві старостою (?). У кінці 1929 року був конфіскований будинок священника Ліпського, який стояв напроти райкому компартії, там тоді розмістили райком партії й комсомолу, а потім з того часу і сьогодення там проживають учительські родини.
М. С. Ольховий свідчив: « К концу февраля 1930 года было собрано свыше 70 % подписей, что предостаточно оказалось для закрытия церкви… Президиум РИКа принял постановление: Качкаровскую церкву закрыть. Всю утварь храма национализировать и передать сельскому совету для использования. Колокола, звоницы, золотая и серебряная посуда, кресты и прочее были отданы государственному банку, а парчевые ризы, покрывала, занавеси — сельскому рвйклубу для реквизита художественной самодеятельности».
Як свідчив той же Ольховий, церкву закрили, але під клуб пристосувати не вдалося, бо ніхто з батьків не пускав своїх дітей. Люди були не задоволені. З'явилися церковні ходоки, які зібрали підписи, щоб повернути церкву віруючим. Вони цього домоглися, і церква знову відкрила двері для прихожан.

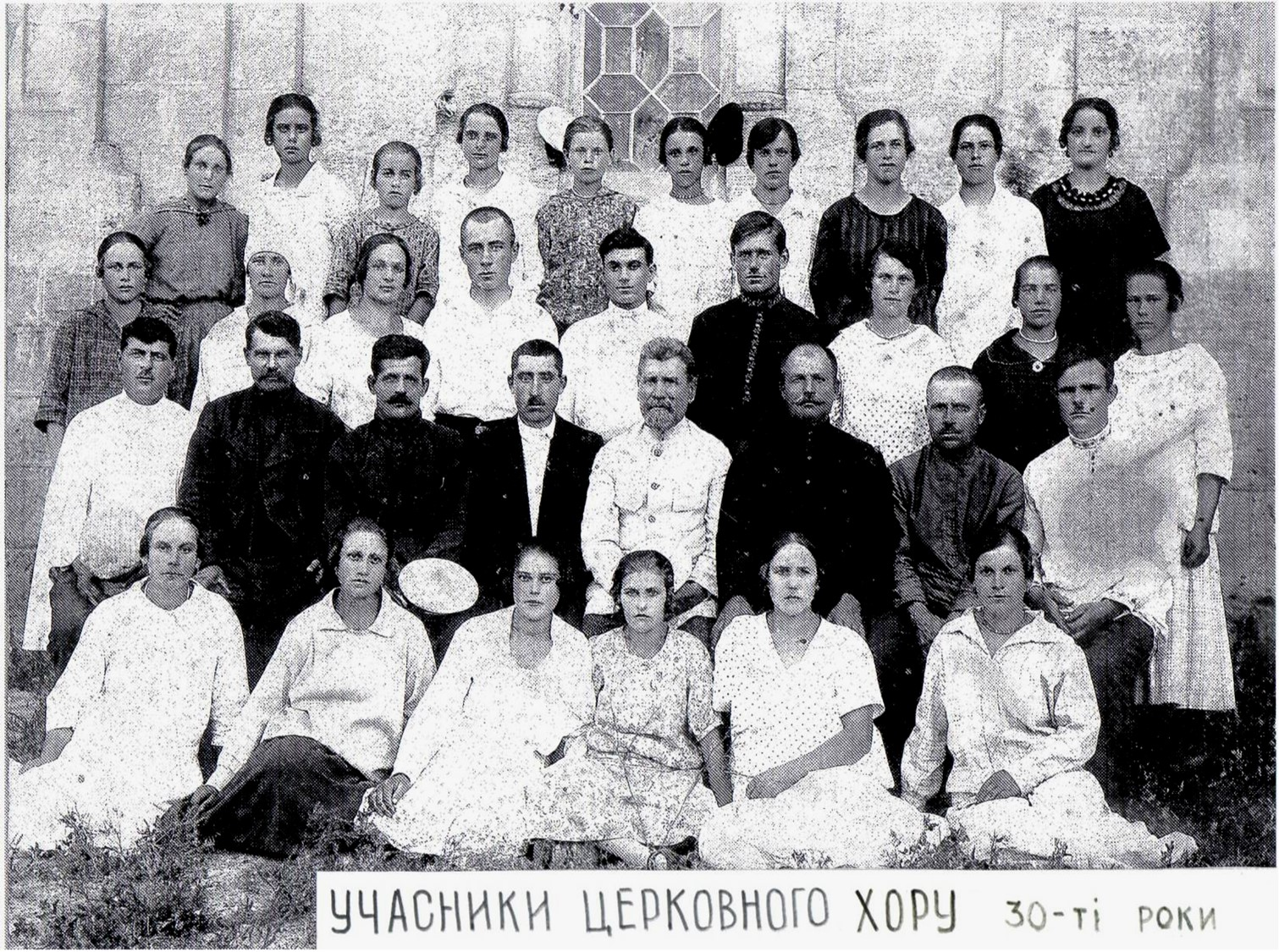
Учасники церковного хору 30 — і роки ХХ ст.

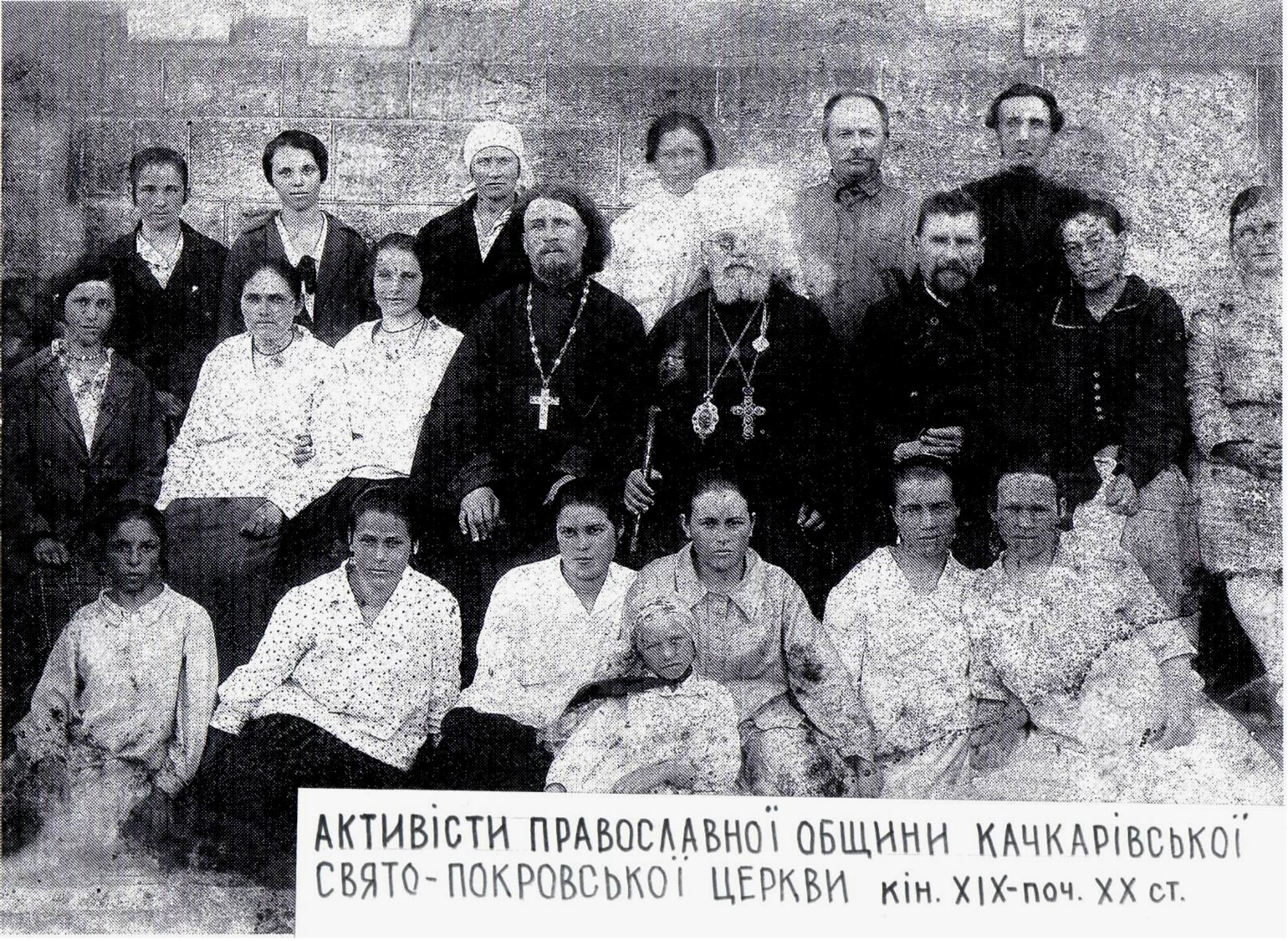
Кінець ХІХ — початок ХХ ст.

Під час Другої світової війни будівля храму зазнала деяких пошкоджень.

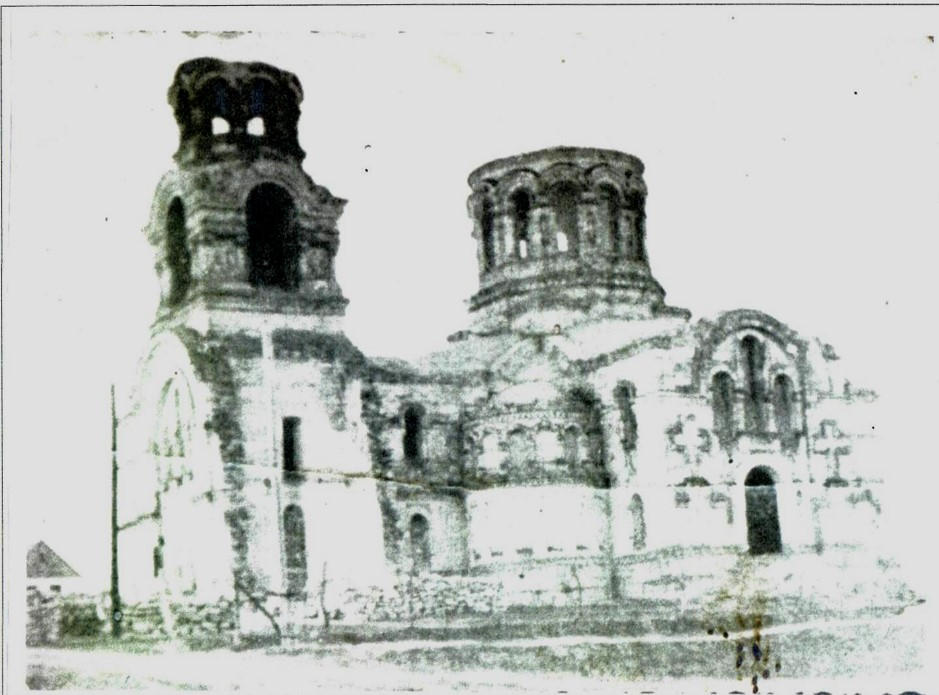
Такий вигляд мав храм після Другої світової війни

Церква під час окупації не діяла, німці тримали в ній зерно, це і врятувало її. Праве крило дзвіниці розвалено попаданням артилерійського снаряда, направленого для радянськими бійцями для знищення німецького снайпера, що засів на дзвіниці. Після перемоги на місці куполів був установлений тимчасовий дах, а над ним — надкупольний хрест. Храм відновив роботу. Як свідчить жителька Качкарівки Коваленко М. Т., зразу після війни священника в Качкарівці не було, то службу проводила мешканка села Саблуківка Негреба Христина Купріянівна, яка повернулася з фашистської неволі, була дуже набожна, ходила в церкву і в Німеччині й водила із собою дівчат. Вона довгий час була старостою в нашій церкві й благодійницею.
На місці хрестів, збитих чи то німцями, чи то владою, звили гніздо лелеки, і місцева дітвора бігала дивитися, як лелеки носять з плавні своїм пташенятам гадюк та жаб, як вони зчиняли клекіт, зсовуючи своїх дітей з гнізда, щоб ті вчилися літати.
У кінці 50 — років XX століття за кошти Одеської єпархії церкву відремонтували.

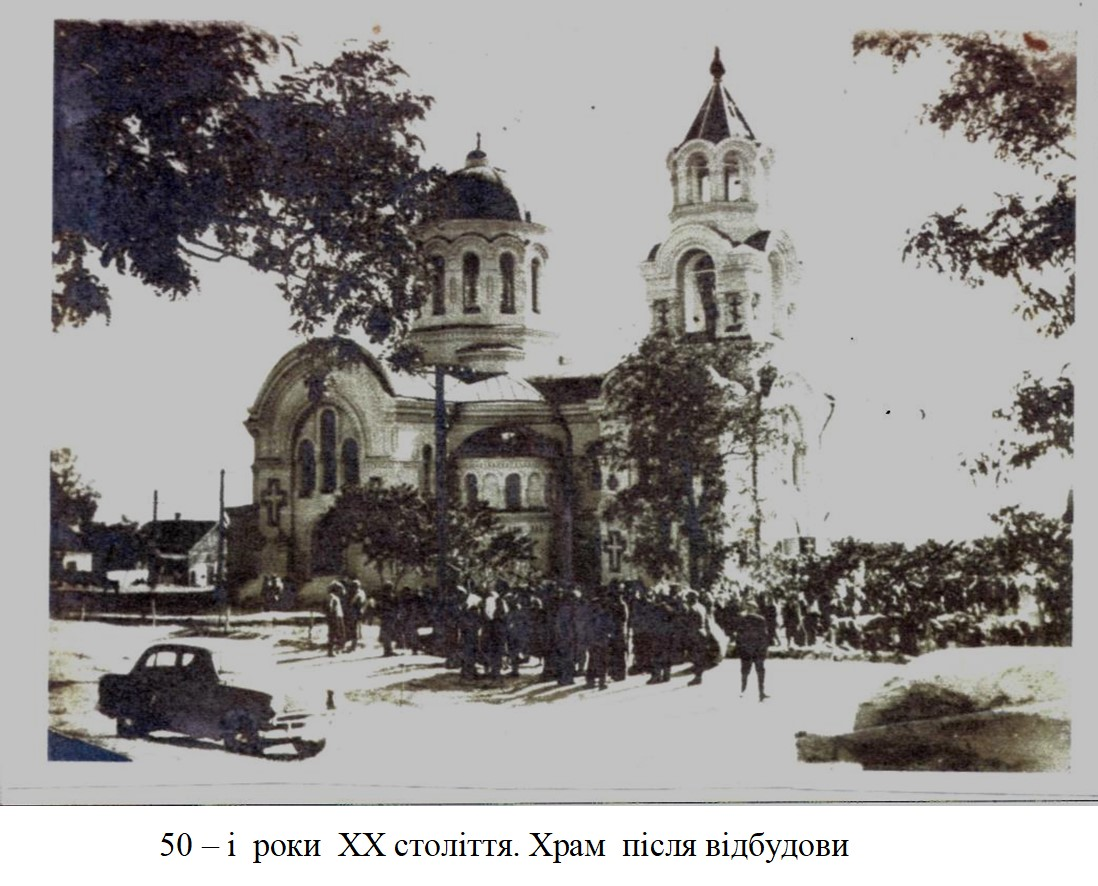
У кінці 50 — років XX століття за кошти Одеської єпархії церкву відремонтували

У 60 -х роках церковний двір був обнесений кам'яним муром, нещодавно територія церкви розширена, посаджений сад.
Із часів відкриття церкви більшість служителів культу користувалися авторитетом і повагою парафіян.. Серед таких настоятелів документи називають Глядковського, Пухальського.
Одним із головних напрямків діяльності церкви завжди було посильне поширення освіти й грамотності. У Качкарівці в 1894 році функціонувала церковно — приходська школа, у якій навчався 41 учень, в тому числі 5 дівчаток.
Збереглися дані про іспити при Новокам'янській церковно — парафіяльній школі учнями з Качкарівської школи. Це були селянські діти: 12 — річні
Антоніна Олексіївна Іванченко, Ганна Григорівна Коваленко та 11- річна Василина Єлисеївна Любенко (чи Люберко), яка склала іспити із середнім висновком «5», а з рахування навіть «5+». Наступного року з качкарян випускалися 13 ~ річні Уляна Костянтинівна Проскура і Фекла Микитівна Савенко. Успіхи їх були від «5» балів до «З» з двома мінусами (ДАХО, ф. 198, оп. 1, стор.112). Діти усно здавали Закон Божий, співи, церковно -слов'янську грамоту, російську мову й рахування, а письмово — російську мову й чистописання. Українська мова, як не дивно, не вивчалася. Приймала іспити комісія з 8 чоловік: протоієрей, 4 священники, 3 вчителя.
За радянських часів церква не займалася навчанням дітей, а школярам заборонялося ходити до церкви. Тільки в 90 -х роках XX століття діти отримали можливість відвідувати церкву. Вперше отцем Ігорем (Марценкжом) при церкві було організовану недільну школу по вивченню Закону Божого. Діти брали участь у церковних обрядах, їх можна було побачити під час різдвяних свят з вертепом по селі. Деякі діти служать в церкві, допомагаючи священнику, співають в церковному хорі. Два випускники (Новодон В. і Артюхов Р.) закінчили духовну семінарію.
Щорічним є відзначення храмового дня 14 жовтня на Покрову з трапезою прихожан.

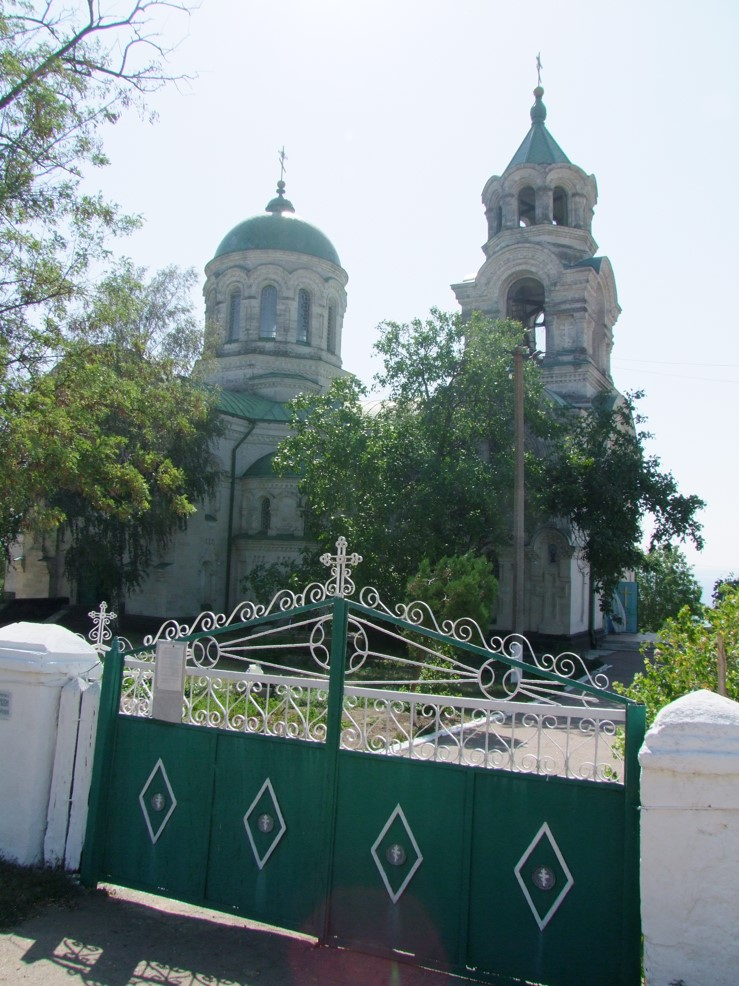
Вхід на територію церкви

До самого встановлення радянської влади церква вела метричні книги, укладення шлюбу (вінчання), облік людей за віком, склад сімей тощо. Потім ці функції передані органам місцевої влади.
Жалування священника до революції 1917 року становила 147 рублів. Це досить пристойна зарплата на той час. Духовні особи мали службове житло.
У кінці 80 -х років церкву було повністю реставровано. Збережені кольори стін, архітектура храму, ікони. І хоч зараз немає в храмі дорогих ікон і прикрас, але він вражає легкістю й свіжістю інтер'єру, відчуттям якогось справді небесного простору лазурових барв, світла й божественності.

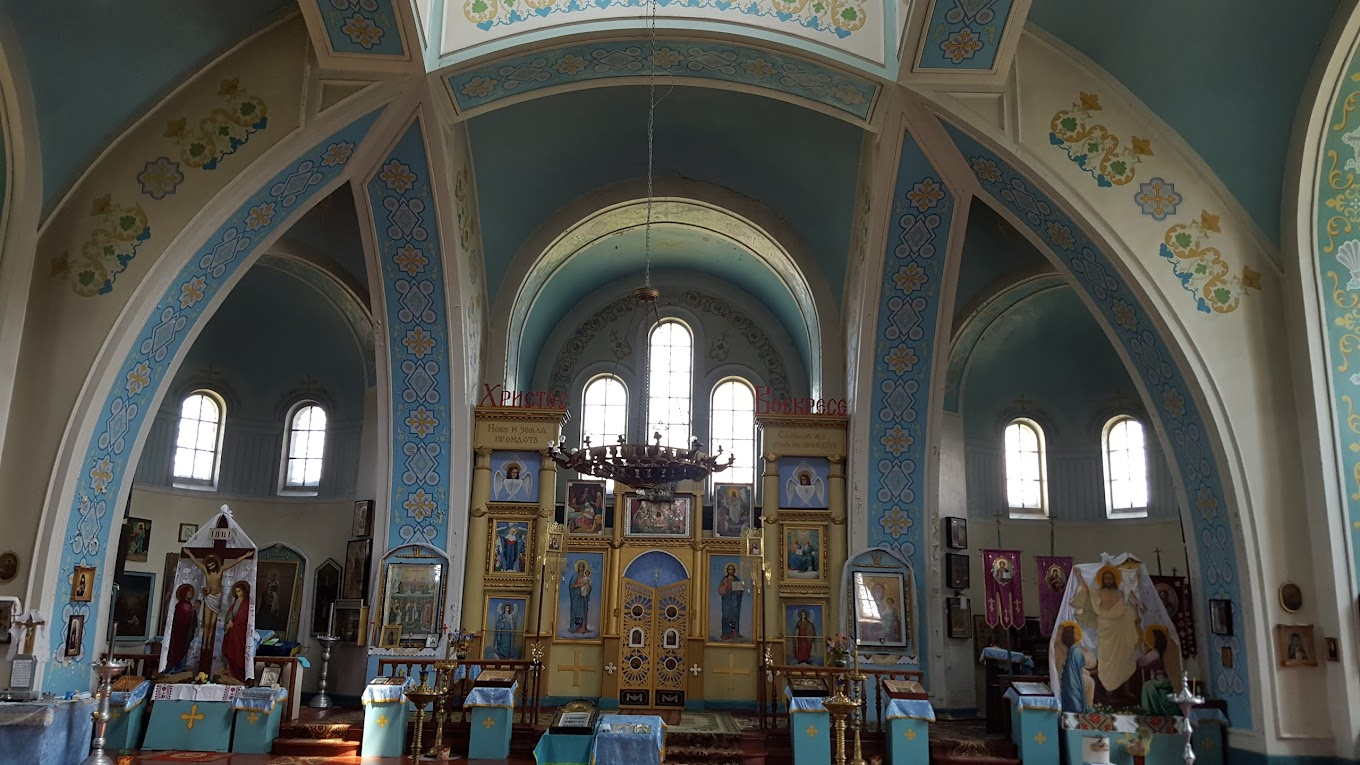
За християнськими правилами, в основу храму взято хрестово-купольний тип храму.

## Сьогодення
Подібних храмів у Бериславському районі немає, та й в околишніх селах аж до Нікополя, тому на великі свята в качкарівському храмі багато гостей з Нікополя, Кривого Рога, Нововоронцовки та ін.

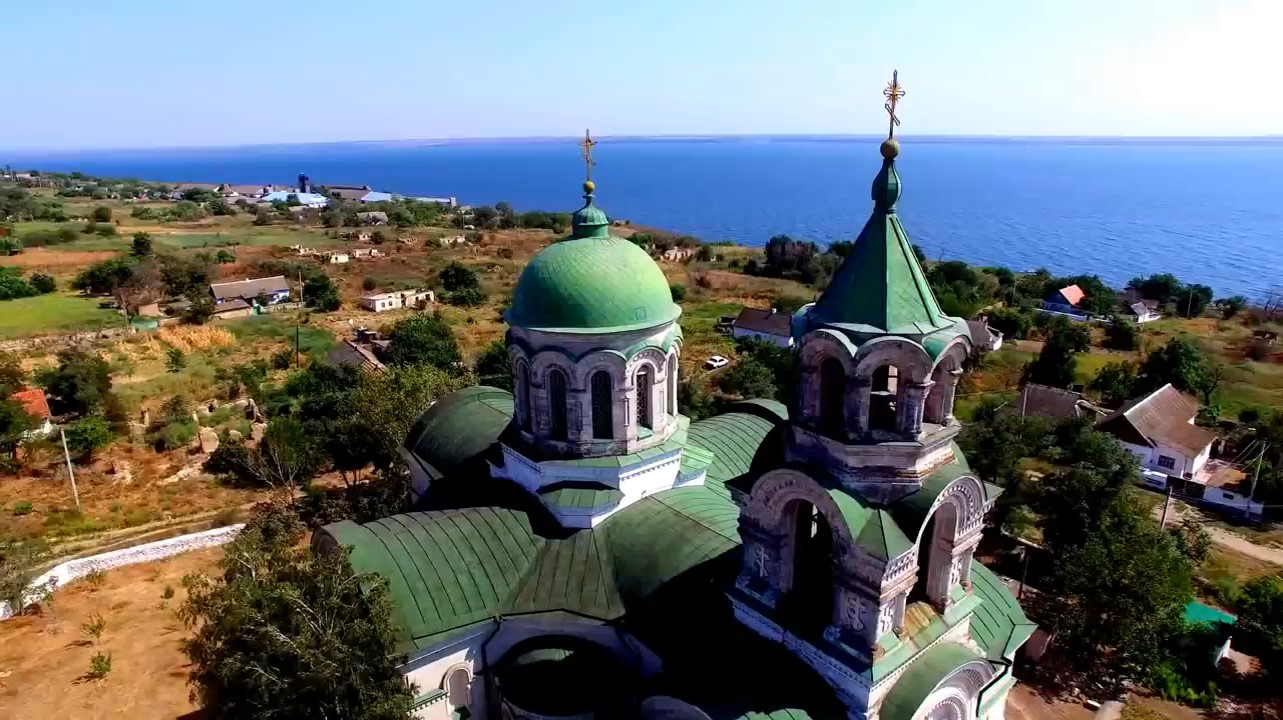
Подібних храмів у Бериславському районі немає, та й в околишніх селах аж до Нікополя.

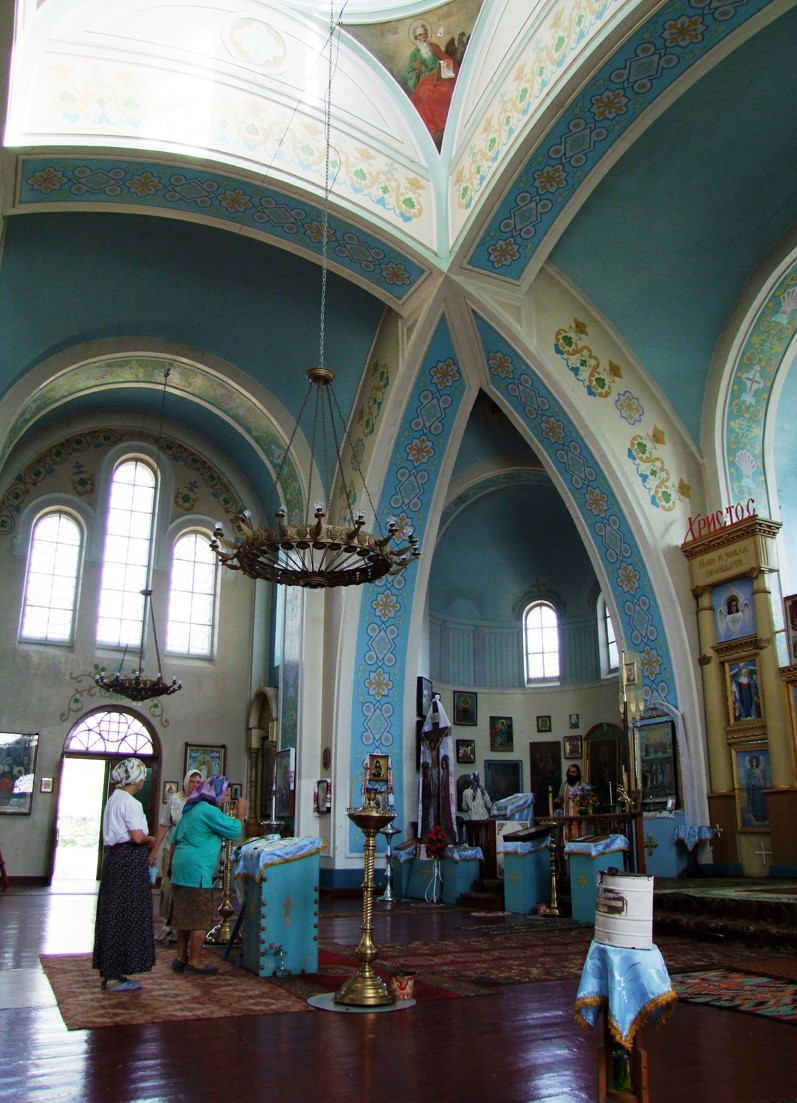
У кінці 80 -х років церкву було повністю реставровано. Збережені кольори стін, архітектура храму, ікони.

Церква встала з руїн. Відновлюється Віра, Надія, Любов. Духовність шукаємо у храмі. Все частіше бачимо в ньому атеїстів та тих, хто свою віру ховав глибоко в душі. Церковна община діє. Віруючі мали можливість прикластися до ікони й поклонитися святим мощам Серафима Саровського, які побували в храмі. Придбано для церкви мощі преподобних Іова та Амфілофія, копія стопи Божої матері, привезеної з Почаївської лаври. Підтримуються зв'язки з церквами навколишніх сіл, Берислава, Каховки, монастирями. Організовуються паломницькі поїздки по святих місцях.
Життя не стоїть на місці. Змінюються цінності й орієнтації, держава і влада, а Храм стоїть, нагадуючи нам про те, що треба дбати про душу, бо вона — вічна.

## Використані джерела
- Архівні матеріали ДАХО
- Історія міст і сіл України. Херсонська область.
- Матеріали Інтернет — сайтів
- Гейко С. Нариси з історії Бериславщини. К.. «Просвіта», 2005
- Спогади старожилів села Качкарівка.